# 하카인데 히칠레마
하카인데 히칠레마(영어: Hakainde Hichilema, 1962년 6월 4일~)는 잠비아의 사업가, 농부, 정치인으로, 2021년 8월 24일부터 잠비아의 제7대 대통령을 맡고 있다. 2006년, 2008년, 2011년, 2015년, 2016년 총선에 출마해 59%의 득표율로 당선됐다. 2006년 창당자 앤더슨 마조카의 사망 이후 국가개발통일당을 이끌고 있다.
2015년부터 2021년까지 잠비아의 대통령이었던 에드거 룽구의 주요 상대였다. 2017년 4월 11일 히칠레마는 체포되어 반역죄로 기소되었다. 체포와 기소는 잠비아와 해외에서 히칠레마의 석방을 요구하고 룽구 정권의 권위주의를 비난하는 시위가 열리면서 널리 비난 받았다. 히칠레마는 2017년 8월 16일 출소하여 반역죄를 벗었다.

## 어린 시절 및 경력
히칠레마는 현재의 잠비아 몬제구에서 태어났다. 잠비아 대학교에서 장학금을 받고 1986년 경제학 경영학 학사 학위를 받았다. 그 후 그는 영국 버밍엄 대학교에서 재정 및 경영 전략 MBA를 취득했다.
그는 쿠퍼스 앤 리브랜드 잠비아 (1994년~1998년)와 그랜트 손턴 잠비아 (1998년~2006년)의 최고 경영자를 지냈다.

## 정치 경력
히칠레마는 자유주의 정당인 국가개발통일당 소속이다. 2006년 앤더슨 마조카가 사망하자, 그는 당의 새 총재로 선출되었다. 그는 또한 3개 야당의 연합인 통합민주동맹의 지도자로도 활동했다.
2006년 선거에서 히칠레마는 UDA의 후보였으며, 다당제 민주주의 운동과 애국 전선 후보인 마이클 사타의 현직 대통령 레비 무아나와사에 대항했다. 그는 케네스 카운다 전 대통령의 지지를 받았다. 선거는 2006년 9월 28일에 열렸고 히칠레마는 약 25%의 득표율로 3위를 차지했다.
히칠레마는 2008년 대통령 레비 무아나와사의 사망 이후 소집된 UPND 선거에 출마했다. 그는 19.7%의 득표로 3위를 차지했다. 2009년 6월, 히칠레마의 정당인 UPND는 마이클 사타의 애국전선(PF)과 2011년 선거에 함께 출마하기 위한 협약을 맺었다. 그러나 조약 후보자에 대한 우유부단, 양측의 깊은 불신, 부족주의에 대한 비난으로 2011년 3월 조약이 파기되었다.
그는 2015년 1월 대선에서 여당의 에드거 룽구 후보에게 2만7757표 (1.66%)의 근소한 차이로 패배한 두 명의 주요 후보 중 한 명이었다. 히칠레마는 이번 총선이 엉터리라고 비난하며 지지자들에게 침착함을 유지할 것을 촉구했다. 2016년 8월 대선에서 제1야당 후보로 룽구에 다시 맞섰으나 또다시 아슬아슬하게 낙선했다.
2017년 4월, 그는 반역 혐의로 체포되어 정부를 전복시키려 한 혐의로 기소되었다. 그는 놀리 프로시콰이를 받기 전에 4개월 동안 감옥에 있었다.

## 대통령직
히칠레마는 2021년 8월 12일 치러진 대통령 선거에 6번째 출마했다.에서 출루는 8월 16일 이른 시간에 선거에서 승리했다고 선언했다.
승리 후, 히칠레마는 자격이 있는 잠비아인들을 그의 행정부에 임명하고 싶다고 선언했다. 그의 임명은 실비아 마세보, 시툼베코 무소코트와네, 안토니 브왈야, 지토 카윰바, 가리 은콤보 등이었다.

## 수상
2017년 10월 27일 남아프리카 공화국 요하네스버그에서 열린 행사에서 프리드리히 나우만 재단으로부터 아프리카 자유상을 수상했다.

## 연설
히칠레마는 2017년 10월 31일 영국 왕립 국제 문제 연구소(흔히 채텀 하우스)에서 연설하도록 초청받았다. 그는 잠비아인 최초로 채텀 하우스에서 연설했다. 그는 2021년 11월 5일 대통령 당선 후 채텀 하우스에서 연설하기 위해 돌아왔다.

## 역대 선거 결과
| 선거명      | 직책명        | 대수 | 정당           | 득표율 | 득표수      | 결과 | 당락 |
| ----------- | ------------- | ---- | -------------- | ------ | ----------- | ---- | ---- |
| 2006년 선거 | 잠비아 대통령 | 3대  | 통합민주동맹   | 25.32% | 693,772표   | 3위  | 낙선 |
| 2008년 선거 | 잠비아 대통령 | 4대  | 국가개발통일당 | 19.96% | 353,018표   | 3위  | 낙선 |
| 2011년 선거 | 잠비아 대통령 | 5대  | 국가개발통일당 | 18.54% | 506,763표   | 3위  | 낙선 |
| 2015년 선거 | 잠비아 대통령 | 6대  | 국가개발통일당 | 47.16% | 780,168표   | 2위  | 낙선 |
| 2016년 선거 | 잠비아 대통령 | 6대  | 국가개발통일당 | 47.63% | 1,760,347표 | 2위  | 낙선 |
| 2021년 선거 | 잠비아 대통령 | 7대  | 국가개발통일당 | 59.02% | 2,852,348표 | 1위  |      |

## 같이 보기
- 국가개발통일당